# .vn
.vn為越南國家及地區頂級域（ccTLD）的域名。該域名於1994 年 4 月 14 日啟用。2003年，DotVN公司取得顶级域名的管理注册权。截至2021 年 6 月，共有524,556個域名被註冊。

## 外部連結
- IANA .vn whois information（页面存档备份，存于）